# (846) Липперта
(846) Липперта (лат. Lipperta) — астероид главного пояса, который входит в состав семейства Фемиды. Был обнаружен 26 ноября 1916 года шведским астрономом K. Gyllenberg в Гамбургской обсерватории и назван в честь Эдуарда Липперта, германского бизнесмена, который часто спонсировал эту обсерваторию. 

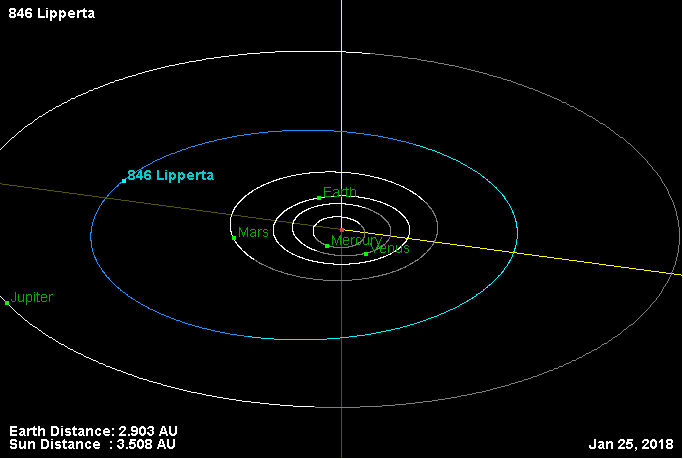
Орбита астероида Липперта и его положение в Солнечной системе

Точная продолжительность суток на астероиде неизвестна. Анализ кривых блеска астероида (846) Липперта показал чрезвычайно длительный период вращения данного астероида. Но этот результат получен на основании не полных данных, так что реальный период вращения может отличаться примерно на 30% от указанного. Подобная ситуация сложилась из-за того, что при наблюдении не удалось зафиксировать существенных перепадов альбедо по мере вращения астероидов. Этому есть три возможных объяснения: а) чрезвычайно медленное вращение; б) ось вращения в момент наблюдения была сильно наклонена (астероид был повёрнут к нам одним из полюсов); в) астероид является сферическим телом с крайне равномерным альбедо.